# Traumatologický plán
Traumatologický plán či traumatologický havarijní plán (zkráceně traumaplán) je dokument, který slouží ke stabilizaci a zmírnění následků poranění při mimořádných událostech a krizových situacích, například při úrazech, neštěstích, haváriích či požárech. Součástí tohoto dokumentu jsou potřebné informace a instrukce. (Traumatologie je úrazová chirurgie.) Traumatologický plán je součástí havarijního plánu.  

## Druhy traumatologických plánů v České republice
Traumatologické plány jsou zpracovávány na různých úrovních:
- krajské traumatologické plány (součást havarijního plánu kraje podle vyhlášky MV č. 328/2001 Sb., o některých podrobnostech zabezpečení integrovaného záchranného systému)[2]
- plán poskytovatelů zdravotnické záchranné služby[3]
- plán poskytovatelů jednodenní a lůžkové zdravotní péče[4]
- vnější havarijní plány provozovatelů objektů, kde může dojít k jaderným nebo chemickým haváriím
- vnitřní havarijní plány provozovatelů rizikových činností
- plány zaměstnavatelů pro pracoviště dle zákoníku práce

### Kraj
Traumatologický plán kraje obsahuje:
- postupy zdravotnických zařízení a správních úřadů a organizaci zajištění neodkladné zdravotnické péče a zdravotní pomoci obyvatelstvu postiženému mimořádnou událostí nebo osobám provádějícím záchranné a likvidační práce, pokud byly v souvislosti s mimořádnou událostí zdravotně postiženy,
- způsob zabezpečení zdravotnické pomoci evakuovanému a ukrývanému obyvatelstvu
- zásady ochrany veřejného zdraví v prostorech i mimo prostory mimořádné události, režimy ochrany zdraví zasahujících složek integrovaného záchranného systému a dotčených zdravotnických zařízení

### Poskytovatel zdravotnické záchranné služby
Traumatologický plán poskytovatele zdravotnické záchranné služby musí být zpracován podle §7 zákona č. 374/2011 Sb. a § 13 vyhl. č. 240/2012 Sb. a aktualizován nejméně jednou za dva roky. Součástí je přehled a hodnocení možných zdrojů hromadného ohrožení života a zdraví osob a možných vnitřních a vnějších zdrojů rizik a ohrožení zdravotnického zařízení poskytovatele zdravotnické záchranné služby. V operativní části zpracovatel uvádí opatření a postupy pro případ hromadného neštěstí, postupy pro třídění postižených osob, způsob zajištění přednemocniční neodkladné péče podle typu postižení na zdraví, postupy pro koordinovaný odsun postižených osob, postupy pro zajištění spolupráce s poskytovateli zdravotních služeb apod.
Traumatologické plány jsou poskytovatelé zdravotnické záchranné služby povinni projednat s příslušným krajským úřadem.

### Poskytovatel jednodenní a lůžkové péče
Traumatologický plán poskytovatele jednodenní a lůžkové péče upravuje soubor opatření, která se uplatňují při hromadných neštěstích. Rovněž musí být aktualizován nejméně jednou za dva roky. Vymezuje opatření vyplývající pro poskytovatele z traumatologického a havarijního plánu kraje, způsob zajištění jejich plnění a přehled postupů při plnění opatření na jednotlivých pracovištích zdravotnického zařízení. Musí dále obsahovat seznam zdravotnických prostředků a léčiv potřebných pro zajištění zdravotní péče při hromadném neštěstí.

### Vnější havarijní plán jaderných a chemických provozů
Vnější havarijní plán se zpracovává pro pracoviště, kde je možnost vzniku jaderné nebo chemické havárie. Traumatologický plán, kterým se upravuje způsob odborného lékařského vyšetření a lékařské péče, obsahuje:
- zásady a postupy při realizaci zdravotnické pomoci obyvatelstvu nebo jednotlivým osobám, které byly v souvislosti s radiační havárií ozářeny (zevní ozáření, vnitřní kontaminace) nebo postiženy kombinací polytraumat, a osobám, které zabezpečují opatření ke snížení ozáření nebo které provádějí záchranné práce a které byly v souvislosti s radiační havárií ozářeny (zevní ozáření, vnitřní kontaminace) nebo postiženy kombinací polytraumat
- způsob zabezpečení zdravotnické pomoci evakuovanému, případně ukrytému obyvatelstvu

### Vnitřní havarijní plán rizikových provozů
Vnitřní havarijní plán se zpracovává pro objekt zařazený do skupiny B podle zákona č. 261/2021 o prevenci závažných havárií, a jeho náležitosti stanoví příloha č. 8 vyhlášky č. 227/2015 Sb. o náležitostech bezpečnostní dokumentace a rozsahu informací poskytovaných zpracovateli posudku. Lze jej použít i pro naplnění povinností stanovených zákoníkem práce.

### Traumatologický plán pracoviště
Zákoník práce termín „traumatologický plán“ přímo nepoužívá, ale stanoví, že zaměstnavatel je povinen přijmout opatření pro případ zdolávání mimořádných událostí, jako jsou havárie, požáry a povodně, jiná vážná nebezpečí a evakuace zaměstnanců, a je povinen zajistit a určit podle druhu činnosti a velikosti pracoviště potřebný počet zaměstnanců, kteří organizují poskytnutí první pomoci, zajišťují přivolání zejména poskytovatele zdravotnické záchranné služby, Hasičského záchranného sboru České republiky a Policie České republiky a organizují evakuaci zaměstnanců, a zajišťuje jejich odpovídající vyškolení a vybavení. V oboru bezpečnosti a ochrany zdraví při práci se jedná zpravidla o vnitřní podnikovou směrnici, kterou tvoří svazek několika dokumentů, jejichž zjednodušený výtah se umisťuje v podobě vývěsek na důležitých místech na pracovišti, podobně jako požární poplachové směrnice. Součástí tohoto dokumentu jsou:
- kontakty na zdravotnická zařízení,
- popis umístění lékárniček a jejich obsahu,
- kontakty na zaměstnance, kteří fungují jako zdravotní dozor a jsou pověření poskytovat první pomoc,
- popis konkrétních způsobů pomoci při nejrůznějších událostech (způsob první pomoci u dušení, popálenin, srdeční příhodě, úrazu elektrickým proudem apod.)